# Борис Рено
Борис Рено (изворно на хрв. Boris Renaud; Вараждин, 2. јануар 1946) некадашњи је југословенски и хрватски хокејаш на леду који је током каријере играо на позицијама нападача.
Највећи део играчке каријере провео је у загребачком Медвешчаку, а једно краће време играо је и за београдски Партизан и холандски Најмеген. У Југословенском првенству одиграо је 257 утакмица и постигао 205 голова.
Био је стандардни члан сениорске репрезентације Југославије за коју је играо на три олимпијска турнира — ЗОИ 1964. у Инзбруку, ЗОИ 1968. у Греноблу и на ЗОИ 1972. у Сапороу. На олимпијским играма одиграо је укупно 13 утакмица уз учинак од 5 постигнутих голова. Поред Мирослава Гојановића једини је хрватски играч који је наступио на олимпијским играма као члан југословенске репрезентације.